# 小フーガハゲ短調
『小フーガハゲ短調』（しょうフーガハゲたんちょう）は、日本のフォークデュオ、ブリーフ&トランクス（以下、ブリトラ）の楽曲である。作詞は伊藤多賀之、作曲はJ.S.バッハ、編曲はブリトラ。なお、この曲はアルバムの収録曲としてのみの楽曲であり、シングルにはA面・B面ともに未収録である。

## 解説
ブリトラの3枚目のオリジナル・アルバム『ボクらのエキス』（1999年9月1日）の4曲目に収録。また、10枚目のアルバム『ブリトラBESTバイブルⅡ』（2018年3月21日）の11曲目にも収録されている（編曲を変えた「20周年バージョン」）。ドイツの音楽家、バッハ作曲の「小フーガト短調」のメロディに乗せ、頭髪の薄いいわゆるハゲについて辛辣に歌い上げた替え歌である。作詞をしたブリトラのメンバーである伊藤多賀之によると、中学生時代の授業中にふと作った曲であるという。
ボクらのエキスに記載されている歌詞は、意図的に記号で表記されていたが、ブリトラBESTバイブルでは歌詞がきちんと文字で書かれた。なお、ブリトラの楽曲には他にも既存のクラシック曲に歌詞を付けたものがあるが、シングル曲の「カテキン」以外は歌詞カードに歌詞が記載されていない。
JOYSOUNDでカラオケが配信されているが、オリジナル版の歌詞カード同様、表示される歌詞はすべて記号になっている。
インターネット上でこの曲を用いて制作されたFlash動画が著名となり、その動画上での名前から、「はげの歌」「ハゲの歌」「はげのうた」とも呼ばれる。

## 備考
- 元北海道日本ハムファイターズの森本稀哲外野手が、自身の髪型がスキンヘッドであることに関係して2009年から打席登場曲に本曲を使用していた。
- 2009年12月3日、群馬県前橋市立桃木小学校で、本曲が校内放送で流れたことを問題視した男性教諭が、曲を放送させた生徒と、曲を聴いて笑った生徒27人に自分の前で反省を強要し土下座させた。発覚後に校長は、児童の人格を無視した不適切な行為だったとし、男性教諭とともに児童28人と保護者に謝罪した。一部の保護者からは「自分の髪が薄いからカッとなったのでは」と指摘されたという[3][4][5]。
- 吉本新喜劇では辻本茂雄座長公演の時に、もりすけ扮する前フリの客がかつらを被って髪が非常に薄いことを隠していた事が恋人にバレて嫌われた瞬間、辻本演じる茂造じいさんの着メロという設定で本曲がBGMとして流れる。